# 施羅德深海鰩
施羅德深海鰩（學名：Bathyraja schroederi），為軟骨魚綱鰩目單鰭鰩科深海鰩屬的一種，分布於東南太平洋與西南大西洋，從智利至阿根廷的拉布拉塔河河口外海海域，深度500至3000公尺，棲息在深海沙泥底質海域，為底棲性魚類，卵生，雌魚會產下有角的卵囊，屬肉食性，生活習性不明。